# Barnola Glacier
Barnola Glacier är en glaciär i Antarktis. Den ligger i Västantarktis. Argentina, Chile och Storbritannien gör anspråk på området. Barnola Glacier ligger 380 meter över havet.
Terrängen runt Barnola Glacier är varierad, och sluttar brant västerut. Trakten är obefolkad. Det finns inga samhällen i närheten.